# Szczepan Cofta
Szczepan Gerard Cofta (ur. 1964) – polski pulmonolog, doktor habilitowany.

## Życiorys
Był pracownikiem Zakładu Biochemii Lekarskiej w Szpitalu Klinicznym Przemienienia Pańskiego Uniwersytetu Medycznego im. Karola Marcinkowskiego w Poznaniu i dwukrotnym stypendystą rządu Francji. Przebywał też na stażu naukowym w Niemczech. Ukończył studia podyplomowe w zakresie zarządzania zakładami opieki zdrowotnej. Habilitował się w czerwcu 2014 na Uniwersytecie Medycznym w Poznaniu (Wydział Lekarski II, praca Ocena wpływu stopnia ciężkości obturacyjnego bezdechu sennego na wybrane wykładniki nasilenia procesów patogenetycznych z uwzględnieniem selektyn i stresu oksydacyjnego). W czerwcu 2021 został naczelnym lekarzem Szpitala Klinicznego Przemienienia Pańskiego. Pracuje również w Katedrze i Klinice Pulmonologii, Alergologii i Onkologii Pulmonologicznej Uniwersytetu Medycznego w Poznaniu. Podczas pandemii COVID-19 kierował szpitalem tymczasowym na terenie Międzynarodowych Targów Poznańskich, który w szczycie trzeciej fali pandemii, stanowił największy szpital tego rodzaju w Polsce. Był również organizatorem tej placówki.
W lutym 2022 roku papież Franciszek przyznał mu order Pro Ecclesia et Pontifice w dowód uznania za pracę dla Kościoła i papieża (odznaczenie wręczył arcybiskup Stanisław Gądecki). Został odznaczony Złotym Krzyżem Zasługi (2021) i Krzyżem Oficerskim Orderu Odrodzenia Polski.
Jest wiceprezesem Polskiego Towarzystwa Badań nad Snem, Polskiego Towarzystwa Mukowiscydozy i członkiem zarządu Polskiego Towarzystwa Chorób Płuc. Pozostaje tez członkiem zarządu Fundacji Wspierania Rozwoju Transplantologii.

## Zainteresowania naukowe
Głównym przedmiotem jego zainteresowań klinicznych w zakresie pulmonologii są: 
- przewlekła niewydolność oddechowa,
- zburzenia w zakresie oddychania podczas snu,
- mukowiscydoza u dorosłych[3].